# Джонсон, Реда
Реда Джонсон (англ. Réda Johnson; 21 марта 1988, Марсель, Франция) — бенинский футболист, защитник клуба «Истли». Выступал в национальной сборной Бенина.

## Биография

### Клубная карьера
Свою профессиональную футбольную карьеру начал в юношеской команде «Геньон».
В сезоне 2007/08 молодой защитник перешёл в «Амьен». Дебют за новый клуб в Лиге 2 пришёлся на 5 тур чемпионата против «Генгама» 24 августа 2007 года Джонсон вышел на замену во втором тайме вместо Томаса Деруда, однако команда уступила со счётом (1:0). В своем первом сезоне на поле появился лишь в 8 матчах.
В следующем сезоне 2008/09 играет немного, выходя в основном на замену. Однако Джонсон обратил внимание тренера национальной сборной Бенина Мишеля Дюссюе и получил свой первый вызов в состав Les Écureuils на товарищеский матч 11 февраля 2009 года против сборной Алжира.

### Карьера в сборной
В составе сборной Джонсон дебютировал в матче против Алжира 11 февраля 2009 года, Реда вышел на замену на 62 минуте вместо Оскара Олу, однако сборная Бенина уступила хозяевам поля со счётом (2:1).

## Личная жизнь
Отец Джонсона — американец бенинского происхождения, а мать — алжирка, которая родилась во Франции, где именно и появился сам Реда. Джонсон должен был выбрать цвет какой национальной сборной защищать в будущем, и он решил представлять Бенин на международном уровне.